# 松縄隆
松縄 隆（まつなわ　たかし）は、日本の都市計画家。株式会社都市環境研究所パートナー / 主任研究員。技術士。新潟県出身。主な専門分野は、マスタープランの作成、地区の再生計画策定、制度立案や研究。

## 来歴
1973年、東海大学工学部建築学科を卒業後、都市環境研究所に入所した。
1986年に同研究所取締役に就任。2008年より東京事務所長を務め、2018年にパートナーとなる。

## 著書
- 『日本のまちを美しくする 法制度・技術・職能を問いなおす』（都市計画研究会名義、土田旭との共著）学芸出版、2006年